# Numeração hebraica
| Decimal | Hebraico                   | Letra     |
| ------- | -------------------------- | --------- |
| 1       | Aleph                      | א         |
| 2       | Bet                        | ב         |
| 3       | Gimel                      | ג         |
| 4       | Dalet                      | ד         |
| 5       | He                         | ה         |
| 6       | Vav                        | ו         |
| 7       | Zayin                      | ז         |
| 8       | Het                        | ח         |
| 9       | Teth                       | ט         |
| 10      | Yod                        | י         |
| 20      | Kaph                       | כ         |
| 30      | Lamed                      | ל         |
| 40      | Mem                        | מ         |
| 50      | Nun                        | נ         |
| 60      | Samekh                     | ס         |
| 70      | Ayin                       | ע         |
| 80      | Pe                         | פ         |
| 90      | Tsadi                      | צ         |
| 100     | Qoph                       | ק         |
| 200     | Resh                       | ר         |
| 300     | Shin                       | ש         |
| 400     | Tav                        | ת         |
| 500     | Tav Kof ou Kaf Sofit       | ת"ק ou ך  |
| 600     | Tav Resh ou Mem Sofit      | ת"ר ou ם  |
| 700     | Tav Shin ou Nun Sofit      | ת"ש ou ן  |
| 800     | Tav Tav ou Pe Sofit        | ת"ת ou ף  |
| 900     | Tav Tav Kof ou Tsadi Sofit | תת"ק ou ץ |

O sistema de numeração hebraica é muito semelhante ao sistema decimal e usa como numerais as letras do alfabeto hebraico. Neste sistema não há o número zero e o valor representado é obtido pela soma do valor que cada letra representa. Por exemplo, o número 177 é representado por קעז que é equivalente a 100 + 70 + 7 = 177.

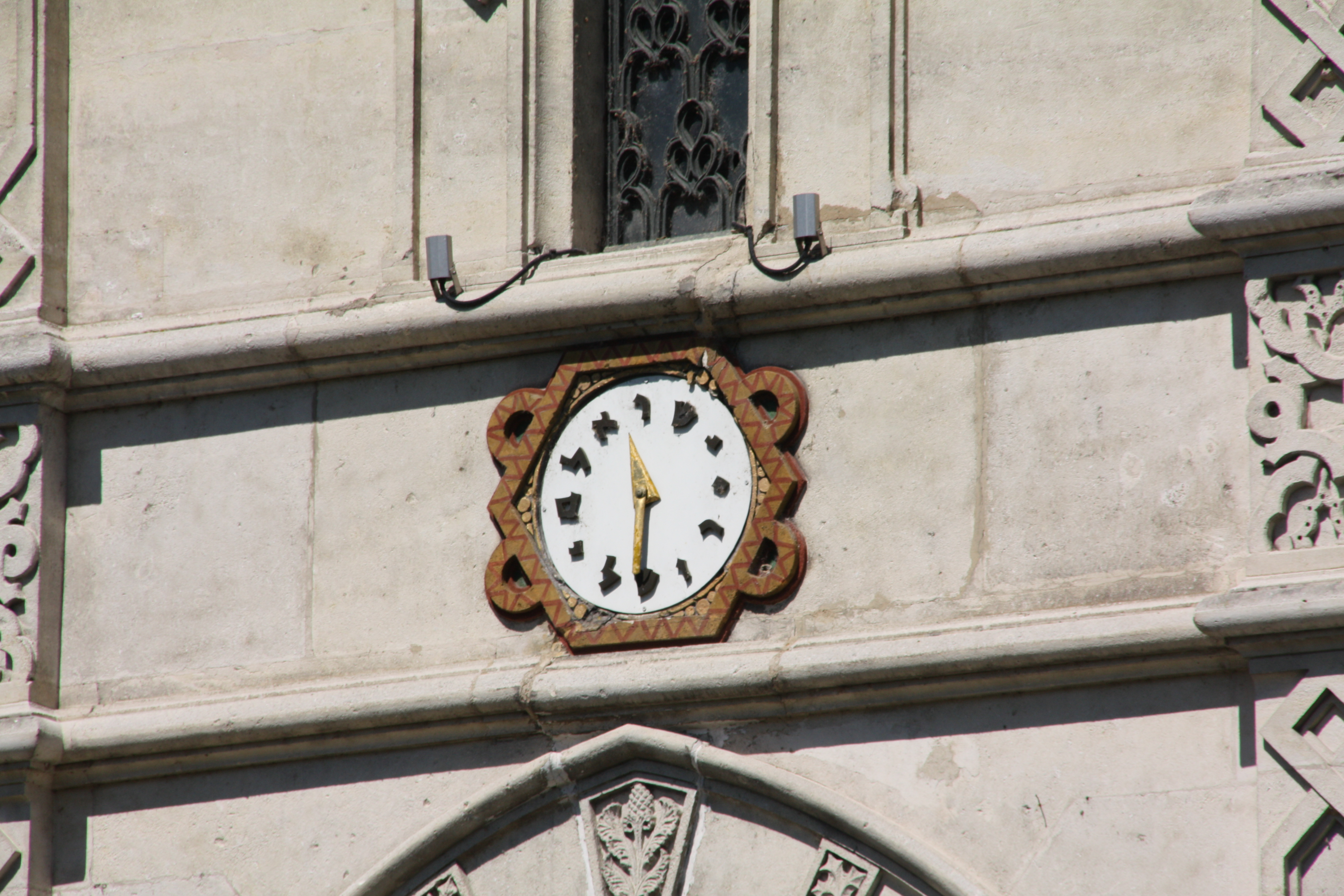
Um relógio usando numeração hebraica

Para ter uma representação completa o alfabeto precisaria possuir 27 letras, porém esta limitação é contornada com combinações da última letra com ela mesma ou outras para formar novos múltiplos.
Como algumas vezes a combinação de letras forma sentenças com significados negativos, utiliza-se a propriedade comutativa e troca-se a ordem das letras de modo a desfazer o significado. Por exemplo, ‫תשמ״ד‬ que significa "serás destruído" pode ser escrito também como ‫תשד״מ‬ para evitar significado.
Notadamente os números 15 e 16 não são escritos nas formas 10 + 5 e 10 + 6 pois a palavra resultante é uma das formas de se referir ao nome de Deus. Neste caso pode-se escrever 15 como ‫ט״ו‬ ‎, ou seja, 9 + 6 e 16 como ‫ט״ז‬ ‎, ou seja, 9 + 7.
Atualmente o hebraico moderno faz uso do sistema de numeração árabe a maior parte do tempo relegando o sistema de numeração hebraico apenas para representar os anos no calendário hebraico. Outro uso que ainda é feito deste sistema de numeração é na numerologia judaica ou Gematria.